# Dubovîi Hai, Polonne
Dubovîi Hai (în ucraineană Дубовий Гай) este un sat în comuna Novoselîțea din raionul Polonne, regiunea Hmelnîțkîi, Ucraina.

## Demografie
Componența lingvistică a localității Dubovîi Hai
     Ucraineană (98,56%)
     Rusă (1,44%)
Conform recensământului din 2001, majoritatea populației localității Dubovîi Hai era vorbitoare de ucraineană (98,56%), existând în minoritate și vorbitori de rusă (1,44%).